# Tân Chánh Hiệp
Tân Chánh Hiệp là một phường cũ thuộc Quận 12, Thành phố Hồ Chí Minh, Việt Nam.

## Địa lý
Phường Tân Chánh Hiệp nằm ở trung tâm Quận 12, có vị trí địa lý:
- Phía đông giáp phường Tân Thới Hiệp
- Phía tây giáp phường Trung Mỹ Tây và xã Trung Chánh, huyện Hóc Môn
- Phía nam giáp các phường Đông Hưng Thuận và Trung Mỹ Tây
- Phía bắc giáp phường Hiệp Thành và xã Thới Tam Thôn, huyện Hóc Môn.

Phường có diện tích 4,21 km², dân số năm 2021 là 78.772 người,  mật độ dân số đạt 18.710 người/km².

## Hành chính
Sau khi chính thức sắp xếp lại các khu phố của 11 phường thuộc địa bàn Quận 12 vào ngày 14/03/2024, phường Tân Chánh Hiệp từ 11 khu phố cùng 79 tổ dân phố ở cấp dưới sẽ chia thành 36 khu phố mới đánh số từ 1 đến 36. Điều đó đồng nghĩa với việc, phường Tân Chánh Hiệp sẽ không còn cấp hành chính tổ dân phố như trước.

## Lịch sử
Trước đây, Tân Chánh Hiệp là một xã thuộc huyện Hóc Môn, Thành phố Hồ Chí Minh.
Xã Tân Chánh Hiệp được thành lập vào ngày 27 tháng 8 năm 1988 trên cơ sở tách 145 ha diện tích tự nhiên và 4.516 người của xã Đông Hưng Thuận (gồm một phần ấp Hàng Sao một phần ấp Tân Hưng); 461 ha diện tích tự nhiên và 4.720 người của xã Trung Mỹ Tây (gồm ấp Đông, ấp Chánh Tây).
Sau khi thành lập, xã Tân Chánh Hiệp có 606 ha diện tích tự nhiên, dân số là 9.236 người, gồm 4 ấp: Hàng Sao, Tân Hưng, Đông và Chánh Tây.
Ngày 6 tháng 1 năm 1997, Chính phủ ban hành Nghị định số 03-CP. Theo đó:
- Thành lập Quận 12 trên cơ sở tách toàn bộ diện tích, dân số của 5 xã: An Phú Đông, Đông Hưng Thuận, Tân Thới Hiệp, Tân Thới Nhất, Thạnh Lộc và một phần diện tích, dân số của 2 xã: Tân Chánh Hiệp, Trung Mỹ Tây thuộc huyện Hóc Môn.
- Điều chỉnh 276 ha diện tích tự nhiên và 4.116 người của xã Tân Chánh Hiệp về phường Hiệp Thành mới thành lập.
- Điều chỉnh 11 ha diện tích tự nhiên và 2.720 người của xã Tân Chánh Hiệp về phường Tân Thới Hiệp mới thành lập.
- Thành lập phường Tân Chánh Hiệp trên cơ sở 422 ha diện tích tự nhiên và 8.625 nhân khẩu của xã Tân Chánh Hiệp (phần diện tích, dân số còn lại của xã Tân Chánh Hiệp điều chỉnh về Quận 12).

Sau khi thành lập, phường Tân Chánh Hiệp có 422 ha diện tích tự nhiên, dân số là 8.625 người. Phần diện tích và dân số còn lại của xã Tân Chánh Hiệp được sáp nhập vào xã Thới Tam Thôn thuộc huyện Hóc Môn.
Ngày 16 tháng 6 năm 2025, Ủy ban Thường vụ Quốc hội nước Cộng hòa xã hội chủ nghĩa Việt Nam khóa XV thông qua Nghị quyết 1685/NQ-UBTVQH15. Theo đó:
- Sắp xếp toàn bộ diện tích tự nhiên, quy mô dân số của các phường Tân Chánh Hiệp và Trung Mỹ Tây thành phường mới có tên gọi là phường Trung Mỹ Tây (khoản 33 Điều 1).

Phường Tân Chánh Hiệp bị giải thể.